# DDR-Fußballmeisterschaft der Jugend 1956
Die DDR-Fußballmeisterschaft der Jugend 1956 war die 6. Auflage dieses Wettbewerbes, der vom Jugendausschuß der Sektion Fußball (DDR) durchgeführt wurde. Der Wettbewerb begann am 28. Oktober 1956 mit der Vorrunde und endete am 16. Dezember 1956 mit dem Titelgewinn der BSG Fortschritt Guben.

## Teilnehmende Mannschaften
An der DDR-Fußballmeisterschaft der Jugend (B-Jugend) für die Altersklasse (AK) 14–16 nahmen die Bezirksmeister der 14 Bezirke auf dem Gebiet der DDR sowie der Meister aus Ost-Berlin teil. Spielberechtigt waren Spieler bis zum 16. Lebensjahr (Stichtag: 1. September 1939).
Folgende Mannschaften qualifizierten sich für die DDR-Fußballmeisterschaft der Jugend:
| - Bezirk Rostock BSG Motor Stralsund - Bezirk Schwerin SC Traktor Schwerin - Bezirk Neubrandenburg BSG Lokomotive Altentreptow - Bezirk Potsdam BSG Rotation Babelsberg - Ost-Berlin BSG Einheit Treptow | - Bezirk Frankfurt (Oder) BSG Lokomotive Frankfurt - Bezirk Magdeburg BSG Einheit Burg - Bezirk Halle SC Fortschritt Weißenfels - Bezirk Leipzig SC Lokomotive Leipzig - Bezirk Cottbus BSG Fortschritt Guben | - Bezirk Dresden BSG Turbine Görlitz - Bezirk Karl-Marx-Stadt BSG Fortschritt Glauchau - Bezirk Erfurt SC Turbine Erfurt - Bezirk Gera SC Motor Jena - Bezirk Suhl BSG Empor Ilmenau |

## Modus
Die Vorrunde bestand aus drei Staffeln mit je fünf Mannschaften, wo nach dem Modus „Jeder gegen Jeden“ in einer einfachen Runde die Staffelsieger ausgespielt wurden. Dabei hatte jede Mannschaft zwei Heim- und zwei Auswärtsspiele.
Die Staffelsieger ermittelten dann ebenfalls in einer einfachen Runde den DDR-Meister, wobei jede Mannschaft ein Heim- und ein Auswärtsspiel hatte.

## Vorrunde

### Staffel I
Spiele
| Datum                |                                        | Ergebnis |                             |
| -------------------- | -------------------------------------- | -------- | --------------------------- |
| So 28.10., 13:00 Uhr | BSG Lokomotive Frankfurt               | 1:5      | SC Lokomotive Leipzig       |
| So 28.10., 14:00 Uhr | BSG Einheit Burg                       | 1:3      | SC Fortschritt Weißenfels   |
|                      | Spielfrei: BSG Lokomotive Altentreptow |          |                             |
| So 04.11., 12:00 Uhr | SC Lokomotive Leipzig                  | 2:1      | BSG Einheit Burg            |
| So 04.11., 14:00 Uhr | SC Fortschritt Weißenfels              | 2:0      | BSG Lokomotive Altentreptow |
|                      | Spielfrei: BSG Lokomotive Frankfurt    |          |                             |
| So 11.11., 12:00 Uhr | SC Lokomotive Leipzig                  | 11:00    | BSG Lokomotive Altentreptow |
| So 11.11., 14:00 Uhr | BSG Einheit Burg                       | 1:2      | BSG Lokomotive Frankfurt    |
|                      | Spielfrei: SC Fortschritt Weißenfels   |          |                             |
| So 18.11., 14:00 Uhr | BSG Lokomotive Frankfurt               | 1:0      | SC Fortschritt Weißenfels   |
| So 18.11., 14:00 Uhr | BSG Lokomotive Altentreptow            | 1        | BSG Einheit Burg            |
|                      | Spielfrei: SC Lokomotive Leipzig       |          |                             |
| So 25.11., 14:00 Uhr | BSG Lokomotive Altentreptow            | 3:2      | BSG Lokomotive Frankfurt    |
| So 25.11., 14:00 Uhr | SC Fortschritt Weißenfels              | 0:4      | SC Lokomotive Leipzig       |
|                      | Spielfrei: BSG Einheit Burg            |          |                             |

Abschlusstabelle
| Pl. | Mannschaft                  | Sp. | S | U | N | Tore    | Quote | Punkte |
| --- | --------------------------- | --- | - | - | - | ------- | ----- | ------ |
| 1.  | SC Lokomotive Leipzig       | 4   | 4 | 0 | 0 | 022:200 | 11,00 | 08:0   |
| 2.  | SC Fortschritt Weißenfels   | 4   | 2 | 0 | 2 | 005:600 | 0,83  | 04:40  |
| 3.  | BSG Lokomotive Frankfurt    | 4   | 2 | 0 | 2 | 006:900 | 0,67  | 04:40  |
| 4.  | BSG Lokomotive Altentreptow | 4   | 2 | 0 | 2 | 003:150 | 0,20  | 04:40  |
| 5.  | BSG Einheit Burg            | 4   | 0 | 0 | 4 | 003:700 | 0,43  | 0:80   |

### Staffel II
Spiele
| Datum                |                                     | Ergebnis |                          |
| -------------------- | ----------------------------------- | -------- | ------------------------ |
| So 28.10., 14:00 Uhr | BSG Fortschritt Glauchau            | 2:3      | BSG Rotation Babelsberg  |
| So 28.10., 14:00 Uhr | BSG Empor Ilmenau                   | 0:6      | SC Motor Jena            |
|                      | Spielfrei: BSG Einheit Treptow      |          |                          |
| So 04.11., 12:00 Uhr | BSG Rotation Babelsberg             | 8:1      | BSG Empor Ilmenau        |
| So 04.11., 12:00 Uhr | SC Motor Jena                       | 1:1      | BSG Einheit Treptow      |
|                      | Spielfrei: BSG Fortschritt Glauchau |          |                          |
| So 11.11., 12:00 Uhr | BSG Rotation Babelsberg             | 3:0      | BSG Einheit Treptow      |
| So 11.11., 14:00 Uhr | BSG Empor Ilmenau                   | 0:3      | BSG Fortschritt Glauchau |
|                      | Spielfrei: SC Motor Jena            |          |                          |
| So 18.11., 14:00 Uhr | BSG Fortschritt Glauchau            | 0:3      | SC Motor Jena            |
| So 18.11., 14:00 Uhr | BSG Einheit Treptow                 | 6:1      | BSG Empor Ilmenau        |
|                      | Spielfrei: BSG Rotation Babelsberg  |          |                          |
| So 25.11., 12:00 Uhr | SC Motor Jena                       | 1:1      | BSG Rotation Babelsberg  |
| So 25.11., 14:00 Uhr | BSG Einheit Treptow                 | 1:0      | BSG Fortschritt Glauchau |
|                      | Spielfrei: BSG Empor Ilmenau        |          |                          |

Abschlusstabelle
| Pl. | Mannschaft               | Sp. | S | U | N | Tore    | Quote | Punkte |
| --- | ------------------------ | --- | - | - | - | ------- | ----- | ------ |
| 1.  | BSG Rotation Babelsberg  | 4   | 3 | 1 | 0 | 015:400 | 3,75  | 07:10  |
| 2.  | SC Motor Jena            | 4   | 2 | 2 | 0 | 011:200 | 5,50  | 06:20  |
| 3.  | BSG Einheit Treptow      | 4   | 2 | 1 | 1 | 008:500 | 1,60  | 05:30  |
| 4.  | BSG Fortschritt Glauchau | 4   | 1 | 0 | 3 | 005:700 | 0,71  | 02:60  |
| 5.  | BSG Empor Ilmenau        | 4   | 0 | 0 | 4 | 002:230 | 0,09  | 0:80   |

### Staffel III
Spiele
| Datum                |                                  | Ergebnis |                       |
| -------------------- | -------------------------------- | -------- | --------------------- |
| So 28.10., 14:00 Uhr | BSG Turbine Görlitz              | 1:0      | SC Traktor Schwerin   |
| So 28.10., 14:00 Uhr | BSG Motor Stralsund              | 0:1      | BSG Fortschritt Guben |
|                      | Spielfrei: SC Turbine Erfurt     |          |                       |
| So 04.11., 12:00 Uhr | SC Traktor Schwerin              | 1:2      | BSG Motor Stralsund   |
| So 04.11., 14:00 Uhr | BSG Fortschritt Guben            | 1:0      | SC Turbine Erfurt     |
|                      | Spielfrei: BSG Turbine Görlitz   |          |                       |
| So 11.11., 12:00 Uhr | SC Traktor Schwerin              | 1:1      | SC Turbine Erfurt     |
| So 11.11., 14:00 Uhr | BSG Motor Stralsund              | 0:1      | BSG Turbine Görlitz   |
|                      | Spielfrei: BSG Fortschritt Guben |          |                       |
| So 18.11., 12:00 Uhr | SC Turbine Erfurt                | 4:0      | BSG Motor Stralsund   |
| So 18.11., 14:00 Uhr | BSG Turbine Görlitz              | 1:2      | BSG Fortschritt Guben |
|                      | Spielfrei: SC Traktor Schwerin   |          |                       |
| So 25.11., 12:00 Uhr | SC Turbine Erfurt                | 1:0      | BSG Turbine Görlitz   |
| So 25.11., 14:00 Uhr | BSG Fortschritt Guben            | 3:2      | SC Traktor Schwerin   |
|                      | Spielfrei: BSG Motor Stralsund   |          |                       |

Abschlusstabelle
| Pl. | Mannschaft            | Sp. | S | U | N | Tore    | Quote | Punkte |
| --- | --------------------- | --- | - | - | - | ------- | ----- | ------ |
| 1.  | BSG Fortschritt Guben | 4   | 4 | 0 | 0 | 007:300 | 2,33  | 08:0   |
| 2.  | SC Turbine Erfurt     | 4   | 2 | 1 | 1 | 006:200 | 3,00  | 05:30  |
| 3.  | BSG Turbine Görlitz   | 4   | 2 | 0 | 2 | 003:300 | 1,00  | 04:40  |
| 4.  | BSG Motor Stralsund   | 4   | 1 | 0 | 3 | 002:700 | 0,29  | 02:60  |
| 5.  | SC Traktor Schwerin   | 4   | 0 | 1 | 3 | 004:700 | 0,57  | 01:70  |

## Finalrunde
Spiele
| Datum                |                                    | Ergebnis |                         |
| -------------------- | ---------------------------------- | -------- | ----------------------- |
| So 02.12., 14:00 Uhr | SC Lokomotive Leipzig              | 5:2      | BSG Rotation Babelsberg |
|                      | Spielfrei: BSG Fortschritt Guben   |          |                         |
| So 09.12., 11:30 Uhr | BSG Rotation Babelsberg            | 2:2      | BSG Fortschritt Guben   |
|                      | Spielfrei: SC Lokomotive Leipzig   |          |                         |
| So 16.12., 12:00 Uhr | BSG Fortschritt Guben              | 1:0      | SC Lokomotive Leipzig   |
|                      | Spielfrei: BSG Rotation Babelsberg |          |                         |

Abschlusstabelle
| Pl. | Mannschaft              | Sp. | S | U | N | Tore    | Quote | Punkte |
| --- | ----------------------- | --- | - | - | - | ------- | ----- | ------ |
| 1.  | BSG Fortschritt Guben   | 2   | 1 | 1 | 0 | 003:200 | 1,50  | 03:10  |
| 2.  | SC Lokomotive Leipzig   | 2   | 1 | 0 | 1 | 005:300 | 1,67  | 02:20  |
| 3.  | BSG Rotation Babelsberg | 2   | 0 | 1 | 1 | 004:700 | 0,57  | 01:30  |

## DDR-Meister
| 1.                             | BSG Fortschritt Guben                                                                                                |
| Logo der BSG Fortschritt Guben | Gebhardt Schröder, Breske, Barth Bubner, Jericho Klaus Stabach, Gutsche, Ebert, Wolfgang Gemsjäger, Natusch Trainer: |